# Rifton
Rifton és una concentració de població designada pel cens dels Estats Units a l'estat de Nova York. Segons el cens del 2000 tenia 501 habitants.

## Demografia
Segons el cens del 2000, Rifton tenia 501 habitants, 207 habitatges, i 133 famílies. La densitat de població era de 162,6 habitants per km².
Dels 207 habitatges en un 29,5% hi vivien nens de menys de 18 anys, en un 54,1% hi vivien parelles casades, en un 7,7% dones solteres, i en un 35,7% no eren unitats familiars. En el 26,6% dels habitatges hi vivien persones soles el 13% de les quals corresponia a persones de 65 anys o més que vivien soles. El nombre mitjà de persones vivint en cada habitatge era de 2,42 i el nombre mitjà de persones que vivien en cada família era de 3,01.
Per edats la població es repartia de la següent manera: un 25% tenia menys de 18 anys, un 4,6% entre 18 i 24, un 28,9% entre 25 i 44, un 27,1% de 45 a 60 i un 14,4% 65 anys o més.
L'edat mediana era de 41 anys. Per cada 100 dones de 18 o més anys hi havia 88,9 homes.
La renda mediana per habitatge era de 44.375 $ i la renda mediana per família de 49.643 $. Els homes tenien una renda mediana de 36.500 $ mentre que les dones 35.938 $. La renda per capita de la població era de 22.015 $. Cap de les famílies estaven per davall del llindar de pobresa.